# Ранутовац
Ранутовац или Ранутовец (на сръбски: Ранутовац или Ranutovac) е село в Югоизточна Сърбия, Пчински окръг, Град Враня, община Враня.

## География
Селото е разположено във Вранската котловина, близо до левия бряг на река Южна Морава и край международния път Е75. Отстои на 6 км източно от окръжния и общински център Враня, на 1,8 км североизточно от село Суви Дол, на 850 м югозападно от село Бресница и на югоизток от село Мечковац.

## История
По време на Първата световна война селото е във военновременните граници на Царство България, като административно е част от Вранска околия на Врански окръг.
През юни 2012 година в околностите на Ранутовац е открит некропол от Ранната бронзова епоха, датиран между 2000 и 1800 г. пр. Хр.

## Население
Според преброяването на населението от 2011 г. селото има 457 жители.

### Етнически състав
Данните за етническия състав на населението са от преброяването през 2002 г.
- сърби – 488 жители (99,60%)
- македонци – 1 жител (0,20%)
- неизяснени – 1 жител (0,20%)